# ويليس هوكينز
ويليس هوكينز (بالإنجليزية: Willis Hawkins)‏ هو مهندس أمريكي، ولد في 1 ديسمبر 1913 في كانساس سيتي في الولايات المتحدة، وتوفي في 28 سبتمبر 2004 في وودلاند هيلز، كاليفورنيا في الولايات المتحدة.